# Bjørn Bjørnson
Bjørn Bjørnson (15 de novembre de 1859 – 14 de maig de 1942) va ser un actor teatral i director de teatre noruec.

## Biografia
Va néixer a Christiania, fill de l'escriptor Bjørnstjerne Bjørnson i la seva dona Karoline Bjørnson. El 1876, va ser admès com a estudiant al Conservatori Stern dirigit per Julius Stern a Berlín, Alemanya. També va assistir al Conservatori de Viena.
Va ser el líder artístic del Teatre Christiania de 1885 a 1893, i va ser el primer director teatral del Teatre Nacional, des de la seva obertura el 1899 fins al 1907, i de nou del 1923 al 1927. A més de ser actor i director, també va ser dramaturg.
El 1893 es va casar amb la cantant d'òpera noruega Gina Oselio. El seu matrimoni es va dissoldre el 1909.

## Obres seleccionades

### Obres teatrals
- Moppy og Poppy (amb MO Hansson), (1885)
- Johanne, (1898)
- Solen Skinner jo (1913)
- En tørst kamel, (1919)

### Llibres
- Vom deutschen Wesen: Impressionen eines Stammverwandten 1914-1917, (1917)
- Mit livs historier. Fra barndommens dage, (1922)
- Bjørnstjerne Bjørnson. Hjemmet og vennene. Aulestad-minner, (1932)
- Bare Ungdom, (1934
- Det gamle teater. Kunsten og menneskene, (1937)